# 뱅크 오브 유나이티드 스테이츠

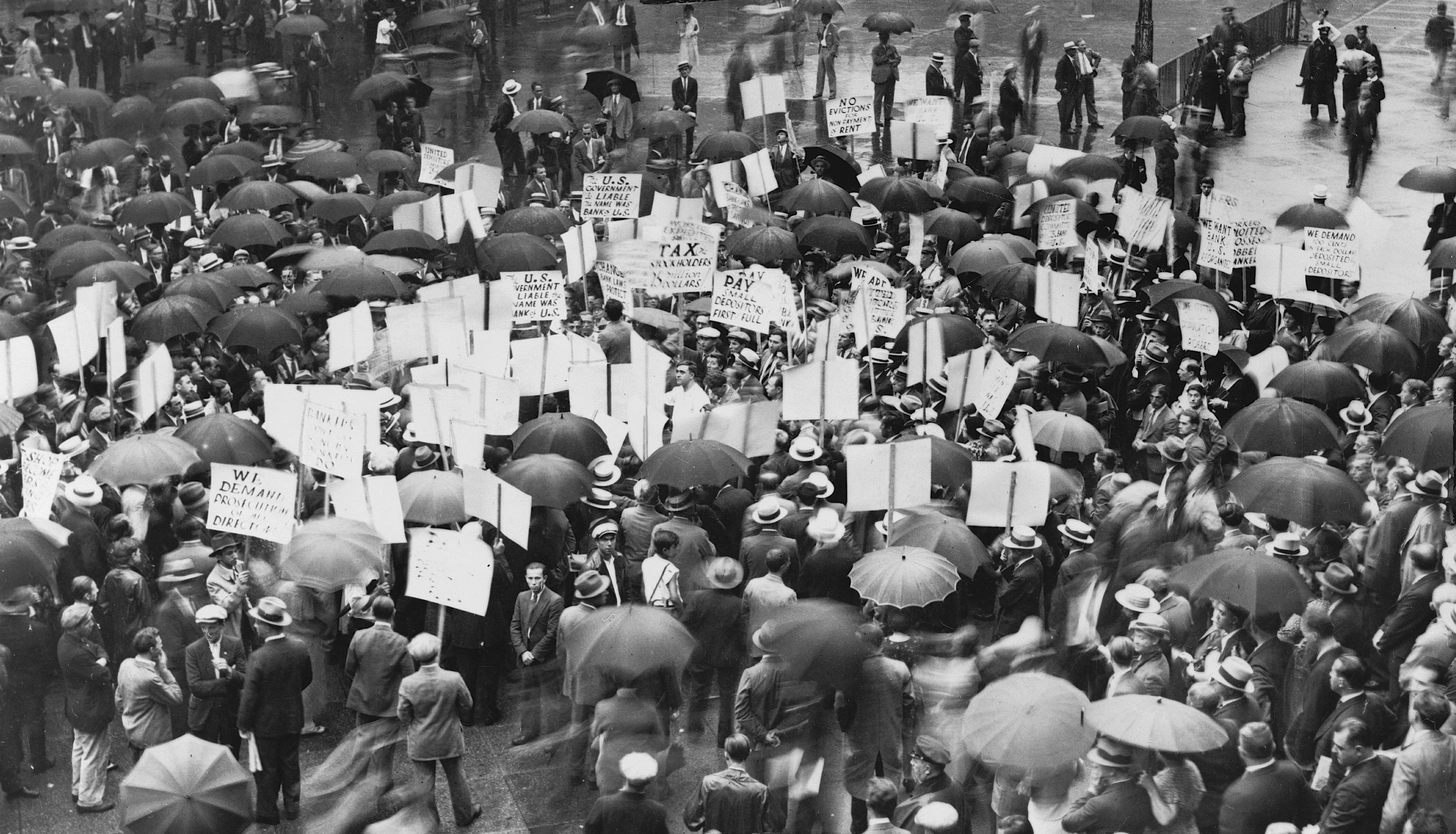
1931년 뱅크 오브 유나이티드 스테이츠가 파산했을 때 은행 밖에 모인 인파 모습

뱅크 오브 유나이티드 스테이츠(Bank of United States)는 1913년에 설립되어 1931년에 파산한 사설 뉴욕 은행이었다. 조셉 S. 마커스가 설립한 이 은행은 1925년에서 1929년 사이에 빠르게 성장하여 여러 다른 은행과 합병하거나 인수하고 지점을 10배 늘려 60개 이상으로 확장했다.
1930년 12월 브롱크스 지점 뱅크런은 대공황 기간 은행업 붕괴를 불러일으켰다고 알려져 있다.

## 설립
뱅크 오브 유나이티드 스테이츠는 1913년 6월 23일 자본금 10만 달러, 잉여금 5만 달러로 인가를 받았다. 뉴욕 델랜시 스트리트 77번지에 있던 이 은행은 역시 델랜시 스트리트에 있던 퍼블릭 뱅크의 전 사장이었던 조셉 S. 마커스가 설립했다. 퍼블릭 뱅크를 성장시키는 데 기여했던 마커스는 경영진내 다른 구성원과의 의견 불일치 때문에 여러 유명 금융가의 후원을 받아 새로운 은행을 시작했다. 퍼블릭 뱅크 이사는 "무지한 외국인이 이 은행이 미국 정부와 관련되어 있고 워싱턴에 있는 미국 재무부의 지점이라고 믿을 것"이라며 이름 선택에 반대했지만, 그 이름은 승인되었고 은행은 설립되었다. 이러한 명칭의 사용은 1926년에 불법화되었지만 소급 적용되지는 않았다.
설립자인 조셉 S. 마커스는 미국으로 이민 온 유대인이었다. 1862년 독일 브란덴부르크주 텔츠에서 태어난 마커스는 에센에서 학교를 다녔고 17세에 미국으로 이민 왔다. 그는 재단사부터 의류 산업 사업을 거쳐 은행가가 되었다. 그는 1906년에 퍼블릭 뱅크를 설립했고 1913년에 뱅크 오브 유나이티드 스테이츠를 설립했다. 그는 1927년 7월 3일에 사망했다. 또한 베스 이스라엘 병원과 히브리 시각장애인 협회에 기부한 것으로 알려진 자선가였다. 그의 아들 버나드 K. 마커스는 워체스터 아카데미와 컬럼비아 대학교를 졸업하고 1913년에 은행에 경리직원으로 입사하여 1918년에 부사장이 되었다.

## 성장
은행은 처음에는 느리게 성장하여 1925년까지 5개 지점만을 보유했다. 그러나 설립자가 사망한 후 1919년부터 은행을 운영해 온 아들 버나드는 일련의 합병을 통해 은행을 빠르게 성장시켜 1930년까지 62개 지점을 갖게 되었다. 1928년 4월, 그는 센트럴 머천타일 은행 및 신탁 회사와 합병하여 버나드 마커스가 사장이 되었다. 1928년 8월에는 코스모폴리탄 은행을 흡수했다.
1929년 4월 은행은 콜로니얼 은행과 록어웨이스 은행을 흡수했다. 1929년 5월에는 뮤니시펄 은행 및 신탁 회사와 합병하여 통합된 뱅크 오브 유나이티드 스테이츠를 뉴욕에서 세 번째로 큰 은행으로 만들었고, 미국에서는 28번째로 큰 은행으로 만들었다. 1929년의 장부가액 60달러와 배당금 2달러로, 은행 사장은 검은 화요일 시장 실패 이후 주주들에게 보낸 서한에서 은행이 건전한 기반을 가지고 있다고 선언했다.
1930년 중반, 뉴욕의 주요 은행 4곳인 매뉴팩처러스 트러스트 컴퍼니, 퍼블릭 내셔널 은행 및 신탁 회사, 인터내셔널 은행 및 신탁 회사, 그리고 뱅크 오브 유나이티드 스테이츠가 합병 논의를 시작했으며, 11월 24일에는 뉴욕 연방준비은행 총재인 J. 허버트 케이스가 이끄는 거대 은행을 설립하기로 합의했다고 발표했다.
1930년 12월 8일, 합병 조건에 합의하지 못하여 계획은 무산되었는데, 나중에 밝혀진 바에 따르면 은행의 법적 문제로 인한 복잡성, 그리고 은행 자회사가 보유한 부동산 모기지 및 대출로 인해 뱅크 오브 유나이티드 스테이츠의 예금을 보장하는 데 어려움이 있었기 때문이었다. 이틀 후, 브롱크스 지점에서 뱅크런이 발생했다.

## 파산

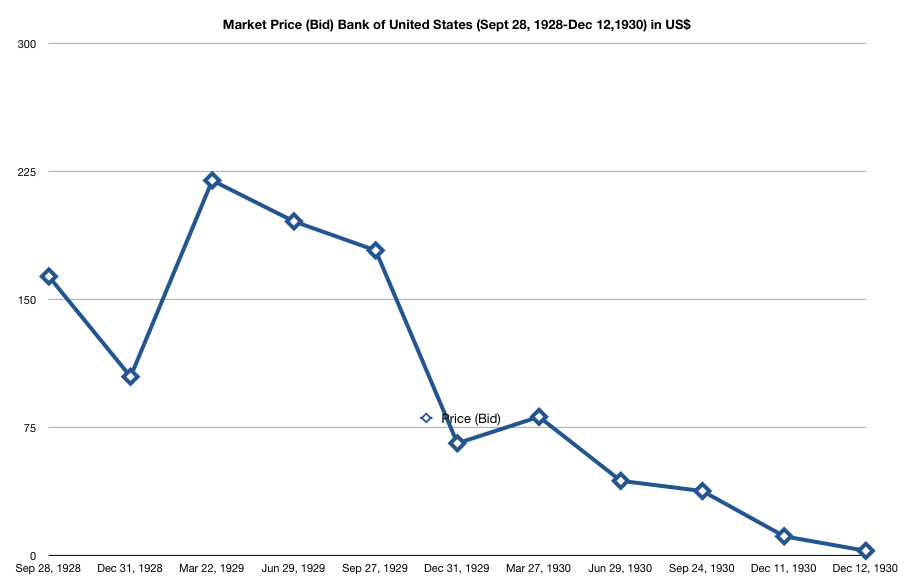
뱅크 오브 유나이티드 스테이츠의 입찰가 변화. 1928~1930년 분기 말 + 1930년 12월 11일, 12일까지의 그래프이다.

1930년 12월 10일, 브롱크스 서던 대로 지점에 많은 인파가 몰려 돈을 인출하려 했고, 이는 일반적으로 대공황을 시작한 뱅크런으로 여겨진다 (1930년 11월부터 이미 미국 남동부에서 은행 파산의 물결이 있었긴 했다). 뉴욕 타임스는 이 뱅크런이 은행 주식을 보유한 한 소규모 지역 상인이 은행이 자신의 주식을 팔기를 거부했다고 주장하는 허위 소문에 근거한 것이라고 보도했다.
정오까지 2만에서 2만 5천 명의 인파가 몰려 경찰의 통제를 받아야 했고, 하루가 끝날 무렵 2,500에서 3,000명의 예금주가 지점에서 200만 달러를 인출했다. 그러나 돈을 인출하러 온 7,000명의 예금주 중 대부분은 은행에 자산을 남겨두었다. 한 사람은 2달러 계좌 잔액을 청구하기 위해 두 시간 동안 줄을 섰다. 소식이 퍼지면서 브롱크스의 여러 다른 지점과 브루클린의 이스트 뉴욕 지역에서도 소규모 뱅크런이 발생했다.
다음 날, 은행 이사들은 뱅크런을 우려하여 은행을 폐쇄하기로 결정하고 뉴욕 은행 감독관 조셉 브로더릭에게 은행 자산 관리를 요청했다. 주식 시장은 은행 주가에 부정적으로 반응했는데, 한때 91.50달러(1928년에는 최고 231.25달러)까지 거래되던 주가는 11.50달러에서 3.00달러(최저 2.00달러)로 폭락했다. 다른 대부분의 은행 주식도 매도되었다. 브로더릭은 다른 세 은행과의 합병을 추진하려 했지만, 월가의 대형 은행은 아마도 반유대주의 때문에 돕기를 거부했다. 필요한 3천만 달러의 브릿지론 없이는 은행을 살릴 수 없었다.
은행 이사와 다른 뉴욕 은행은 은행이 몇 주 안에 다시 문을 열 것이라고 낙관했고, 뉴욕 청산소 협회 회원들은 뱅크 오브 유나이티드 스테이츠 예금주들에게 예금의 50%를 대출해 주겠다고 제안했다. 동시에 뉴욕주 증권국 사무실은 뱅크 오브 유나이티드 스테이츠가 예금주들에게 손실에 대한 1년 보증을 약속하고 주식을 팔았으나 그 약속을 지키지 않았다는 혐의를 조사하고 있다고 발표했다. 지방 검찰청은 은행의 잠재적 범죄를 조사하기 시작했다. 예금주는 은행 지점으로 몰려들었지만, 기마 경찰에게 저지당했다. 뉴욕 시장 지미 워커는 시가 은행에 예치했던 150만 달러를 회수하기 위한 법적 조치를 시작했다. 뉴욕 타임스는 은행의 총 예금이 10월 17일부터 12월 11일 사이에 2억 1천2백만 달러에서 1억 6천만 달러로 줄었다고 보도했다.
뱅크 오브 유나이티드 스테이츠의 폐쇄는 1929년 주식 시장 붕괴 이후 뉴욕의 대형 은행 파산을 보지 못했던 은행 업계에 충격을 주었으며, 1907년 니커보커 신탁회사 파산 이후 이러한 규모의 첫 번째 파산이었다. 걱정하는 시 및 주 정부 관리는 뱅크 오브 유나이티드 스테이츠 예금주가 예금을 담보로 돈을 빌릴 수 있도록 하는 프로그램을 서둘러 시행하여 대중을 안심시키려 했다. 일부 예금주는 1930년 12월 23일부터 대출을 받기 시작했으며, 뉴욕 타임스는 많은 예금주가 지점이 열리기 몇 시간 전에 도착하여 대출을 받기 위해 줄을 섰고, 많은 사람들이 하루가 끝날 때까지 처리되지 못해 발길을 돌려야 했다고 보도했다.

## 여파
뱅크 오브 유나이티드 스테이츠가 폐쇄된 직후, 또 다른 은행인 첼시 은행이 은행 감독관에게 인수되었는데, "신뢰할 수 있는 소식통"에 따르면 미국 공산당이 은행에 대한 뱅크런을 적극적으로 조장하려 했다는 주장이 제기되었다 (소련 또한 공매도 자금 조달 혐의를 받았다). 한편, 은행 이사에 대해 태만과 무능을 이유로 5천만 달러의 주주 소송이 제기되었고, 은행에 2만 달러를 예치했던 한 여성은 자살했으며, 뱅크 오브 유나이티드 스테이츠 주식에 1백만 달러 이상을 투자했던 에퀴티 캐주얼티 앤 슈어티 컴퍼니는 파산했다.
1930년 11월과 12월에 폐쇄된 608개 은행 중 뱅크 오브 유나이티드 스테이츠는 총 5억 5천만 달러의 예금 손실 중 3분의 1을 차지했으며, 그 폐쇄로 인해 은행 파산이 임계점에 도달한 것으로 추정된다. 사람들은 다른 은행에서 돈을 인출하기 위해 몰려들었다. 결과적으로 은행은 유동성을 유지하기 위해 대출을 회수하고 자산을 매각했다. 그 달에만 전국적으로 300개 이상의 은행이 파산했다.
은행이 파산한 후, 델랜시 스트리트에 있던 은행 건물은 1932년에 히브리 퍼블리싱 컴퍼니에게 인수되었다.